# ایست گرینبوش، نیویورک
ایست گرینبوش (انگلیسی: East Greenbush) شهرکی در شهرستان رنسلیر، نیویورک، ایالات متحده آمریکا است که ۱۶٬۴۷۳ نفر جمعیت دارد.